# Focus (holenderski zespół muzyczny)
Focus – holenderska progresywna grupa rockowa istniejąca w latach 1968–1978. Reaktywowana w 2002 roku. Formacja nagrywała głównie muzykę instrumentalną, charakteryzującą się bogatym brzmieniem opartym na dźwiękach instrumentów klawiszowych, pasażach fletu, gitarowych riffach i skomplikowanych rytmach. W jej muzyce wyraźnie daje się zauważyć wpływy muzyki klasycznej, która stanowi podstawę stylu zespołu, oraz elementy jazzu. Najbardziej znanym utworem grupy Focus jest groteskowy „Hocus Pocus”, w którym wykorzystano jodłowanie. Trzon zespołu do marca 1976 roku stanowiła para liderów: Thijs van Leer (flet, głos, organy i inne instrumenty klawiszowe) i Jan Akkerman (gitary, lutnia).

## Historia
Zespół powstał w 1968 roku w Amsterdamie z inicjatywy Thijsa van Leera, wówczas studenta tamtejszego Konserwatorium, oraz studentów tej samej uczelni, czyli Martina Dresdena (gitara basowa) i Hansa Cleuvera (perkusja). T. van Leer poznał ich podczas sesji nagraniowej do audycji radiowej Jazz i poezja. Muzycy pod nazwą Thijs van Leer Trio, początkowo specjalizowali się w wykonywaniu utworów popularnej w tamtym czasie grupy Traffic, Boba Dylana i in., grali także własne kompozycje.
Siedzibą zespołu był wówczas teatr Felix Merrites. Z powodów finansowych formacja akompaniowała na żywo takim wykonawcom jak: Ramses Shaffy (Focus pomógł mu nagrać w 1970 roku singla, pt. „The Shrine of God”), czy Jurriaan Andriessen, a także wzięła udział w holenderskiej inscenizacji i rejestracji musicalu Hair. Wówczas członkiem grupy był już wybitny gitarzysta Jan Akkerman (ex- Brainbox), który po raz pierwszy zagrał z nią pod koniec 1968 roku podczas jam session w związku studentów Mags.
Już pod nową nazwą Focus, grupa nagrała w Londynie swój pierwszy album, wydany w 1970 w Holandii pod nazwą Focus Plays Focus, zaś w Wielkiej Brytanii pod nazwą In and Out of Focus. Sponsorem płyty był dział wydawniczy Radia Luxembourg, którego dyrektorem był Hubert Terheggen. Nagranie nie spodobało się wytwórni i jej wydanie wstrzymano. Zespół wrócił do studia i na własny koszt nagrał singiel, pt. „House of the King”, który słuchacze w Europie Zachodniej odebrali jako kolejną propozycję grupy Jethro Tull.
Dopiero na fali jego powodzenia ukazał się debiutancki krążek zespołu, który główne centra rockowego życia, czyli Wielka Brytania i Stany Zjednoczone przyjęły z umiarkowanym entuzjazmem. Po tym eksperymencie formacja przestała tworzyć piosenki (ze względu na złą wymowę w języku angielskim) i zmieniła styl.
Z inicjatywy Akkermana, Cluevera zastąpił perkusista Pierre van der Linden, dołączył także Cyril Havermans (gitara basowa, śpiew). W dniach 13 kwietnia – 14 maja 1971 roku zespół nagrywał pod okiem doświadczonego producenta Mike’a Vernona (współpracował m.in. z: The Artwoods, Fleetwood Mac, Ten Years After, Johnem Mayallem, Erikiem Claptonem, Davidem Bowie) swój drugi album, Focus II, poza Holandią znany jako Moving Waves. We wrześniu odchodzi Havermans, zaś nowym basistą grupy zostaje Bert Ruiter, z którym Focus podbija Wielką Brytanię (1972) i bierze udział w programie telewizyjnym Old Grey Whistle Test. Wówczas zespół pozostawał w trasie przez co najmniej osiem miesięcy.
Podsumowaniem tego okresu był występ na Redding Rock Festival w sierpniu 1972 roku. Focus był tam jedną z głównych atrakcji imprezy, pomimo silnej konkurencji, którą stanowiły grupy takie jak: Emerson, Lake and Palmer, Wishbone Ash czy Genesis. Płyta ukazała się w październiku, z miejsca zdobywając uznanie krytyków i słuchaczy. Wydarzenie to było ewenementem, ponieważ album był niemal całkowicie instrumentalny (z wyjątkiem tytułowego „Moving Waves”). Singiel „Hocus Pocus” był obecny na większości List Przebojów w Europie, a wiosną 1973 roku doszedł do 9 miejsca Hot 100 tygodnika Billboard. W tym samym roku Akkerman został uznany przez tygodnik Melody Maker gitarzystą roku na świecie, wyprzedzając m.in. Erica Claptona i Jeffa Becka.
Na fali popularności Moving Waves muzycy nagrali dwupłytowy album Focus 3 (1972), który okazał się znacznie trudniejszy w odbiorze, lecz dotarł do jeszcze szerszego grona odbiorców, a przyczynił się do tego sukces singla pt. „Sylvia”. Płyta staje się hitem w Holandii i w Wielkiej Brytanii. W 1973 roku Focus wyrusza na zwieńczone sukcesem tournée po Stanach Zjednoczonych, gdzie występuje obok takich wykonawców jak: Santana, Joe Cocker, Joe Walsh czy Little Feat, zaś wytwórnia dyskontuje popularność grupy poprzez wydanie płyty koncertowej At the Rainbow.
W październiku odchodzi van der Linden, którego zastąpił były muzyk Stone the Crows – Collin Allen (Hamburger Concerto, 1974). Powraca do zespołu na krótko w połowie 1975 roku, ale szybko jego miejsce zajmuje David Kamper (Mother Focus, 1975 – Allen zagrał w utworze „I Need a Bathroom”). Kolejne dwa wydawnictwa zespołu znacznie różnią się od siebie. Longplay pt. Hamburger Concerto nie wzbogacał artystycznego wizerunku grupy, choć zauważalny jest większy wpływ muzyki dawnej, zaś Mother Focus to radykalna zmiana stylu i flirt z muzyką taneczną.
W marcu 1976 roku, przed kolejną brytyjską trasą koncertową odchodzi pragnący poświęcić się w pełni karierze solowej Akkerman. Sytuacji nie ratuje ani przyjęcie do grupy nowego gitarzysty Philipa Catherine, ani wydanie albumu Focus Con Proby, nagranego z drugim gitarzystą i kompozytorem Eefem Albersem i perkusistą Steve'em Smithem. W kilku utworach zaśpiewał P.J. Proby (wybór wokalisty był przypadkowy – zaważyły na nim osobiste kontakty menedżera zespołu z fan clubem Proby'ego w Holandii). Kolejnym perkusistą grupy został Richard James. Focus zostaje rozwiązany w 1978 roku, ostatni koncert dając w Terneuzen.
W roku 1985 dwóch liderów zespołu nagrało wspólną płytę sygnowaną Focus. Było to jednorazowe wydarzenie, po którym nie odbyła się trasa, ani nie nastąpiła reaktywacja zespołu. W latach 1990 (na potrzeby programu telewizyjnego The Gold Of Old) i 1999 dochodziło do pojedynczych występów oryginalnego składu zespołu. W 1993 roku van Leer i Akkerman występowali wspólnie na festiwalach jazzowych, lecz nie pod szyldem Focus.
W roku 2002 Thijs van Leer reaktywował zespół (bez udziału Akkermana). Od tego momentu zespół nagrał cztery albumy (ostatni, jak dotąd, w 2016 pod szyldem Focus and Friends featuring Marvio Ciribelli) i regularnie koncertuje.
Pierwszy koncert zespołu w Polsce odbył się 16 czerwca 2007 w katowickim klubie Mega Club. Kolejne to: 6 września 2008 w Inowrocławiu oraz 7 września 2008 w Poznaniu. 4 września 2016 roku i 15 września 2018 roku zespół zagrał koncert podczas finału Festiwalu Kielce Rockują w Kielcach.

## Muzycy
Obecny skład zespołu
- Thijs van Leer – instrumenty klawiszowe, flet, śpiew (1969–1978, 1985, 1990, 1999, od 2001)
- Pierre van der Linden – perkusja (1970–1973, 1975, 1990, od 2004)
- Menno Gootjes – gitara (1999, od 2010)
- Bobby Jacobs – gitara basowa (od 2001)

Byli członkowie zespołu
- Jan Akkerman – gitara (1969–1976, 1985, 1990)
- Hans Cleuver – perkusja (1969–1970, 1999)
- Martin Dresden – gitara basowa (1969–1970)
- Cyril Havermans – gitara basowa (1970–1971)
- Bert Ruiter – gitara basowa (1971–1978, 1990, 1999)
- Colin Allen – perkusja (1973–1975)
- David Kemper – perkusja (1975–1978)
- Philip Catherine – gitara (1977–1978)
- Steve Smith – perkusja (1978)
- Eef Albers – gitara (1978)
- P.J. Proby – śpiew (1978)
- Jan Dumée – gitara (2001–2006)
- Ruben van Roon – perkusja (2001)
- Bert Smaak – perkusja (2001–2004)
- Niels van der Steenhoven – gitara, śpiew (2006–2010)

## Dyskografia
Albumy
| 1970                           | In and Out of Focus - Data: 1970 - Wydawca: Imperial Records                                | –  | 104 | –  | –  |               |
| 1971                           | Moving Waves - Data: październik 1971 - Wydawca: Imperial/EMI-Bovema                        | 34 | 8   | 4  | –  | - RIAA: złoto |
| 1972                           | Focus 3 - Data: 1972 - Wydawca: Sire Records                                                | 16 | 35  | 1  | 20 | - RIAA: złoto |
| 1974                           | Hamburger Concerto - Data: kwiecień 1974 - Wydawca: Atco Records                            | 5  | 66  | 5  | 16 | - BPI: srebro |
| 1975                           | Mother Focus - Data: październik 1975 - Wydawca: Atco Records                               | –  | 152 | –  | 17 |               |
| 1976                           | Ship of Memories - Data: wrzesień 1976 - Wydawca: EMI Electrola                             | –  | 163 | –  | –  |               |
| 1978                           | Focus Con Proby - Data: styczeń 1978 - Wydawca: EMI-Bovema Holland                          | –  | –   | 27 | –  |               |
| 1985                           | Focus - Data: sierpień 1985 - Wydawca: EMI-Bovema Holland                                   | –  | –   | –  | –  |               |
| 2002                           | Focus 8 - Data: styczeń 2002 - Wydawca: Musea Records                                       | –  | –   | –  | –  |               |
| 2006                           | Focus 9/New Skin - Data: wrzesień 2006 - Wydawca: Red Bullet Records                        | –  | –   | –  | –  |               |
| 2012                           | Focus X - Data: listopad 2012 - Wydawca: 4world media                                       | –  | –   | –  | –  |               |
| 2016                           | Focus 8.5 / Beyond The Horizon - Data: czerwiec 2016 - Wydawca: In And Out Of Focus Records | –  | –   | –  | –  |               |
| „–” pozycja nie była notowana. |                                                                                             |    |     |    |    |               |

Albumy koncertowe
| 1973                           | At the Rainbow - Data: październik 1973 - Wydawca: EMI-Bovema Holland | 23 | 135 | 9 | 22 | - BPI: srebro |
| 2004                           | Live at the BBC - Data: marzec 2004 - Wydawca: EMI-Bovema Holland     | –  | –   | – | –  |               |
| „–” pozycja nie była notowana. |                                                                       |    |     |   |    |               |